# Joundallah (Pakistan)
Ne doit pas être confondu avec Joundallah (Iran).
Joundallah (ourdou: جند اللہ, « Soldats d'Allah »), est une organisation sunnite armée.
Fondée en 2002 ou 2003[réf. nécessaire] par Nek Mohammad et peut-être Khalid Sheikh Muhammad. Joundallah serait proche du Sipah-e Sahaba Pakistan et du Lashkar-e-Jhangvi, groupe armé sunnite pakistanais .
Ce mouvement subit un important revers le 10 juin 2004 lors de l'échec d'un attentat visant le général Ahsan Saleem Hayat (en), commandant du corps d'armée de Karachi. Plusieurs activistes du mouvement furent arrêtés dans la foulée dont un neveu de Khalid Sheikh Muhammad. Plusieurs manifestations en faveur des arrêtés auront lieu à Karachi mais le mouvement doit enregistrer la perte de plusieurs cadres,. Une partie des activistes rescapés paraît alors reporter ses efforts vers la province iranienne de Sistan-Balochistan affaiblissant davantage le mouvement pakistanais.
Le groupe revendique des attentats sanglants contre une église anglicane à Peshawar en 2013 et contre une mosquée chiite à Shikarpur en 2015.